# Список призёров личного чемпионата мира по спидвею на льду
Личный чемпионат мира по спидвею на льду — ежегодное соревнование среди сильнейших спортсменов мира по мотогонкам на льду. Проводится с 1966 года.
Учреждению Личного чемпионата мира по мотогонкам на льду предшествовало проведение нескольких предварительных турниров под эгидой ФИМ: Кубок ФИМ 1963 (состоял из 10 гонок — 5 в СССР и 5 в Швеции; победитель — Борис Самородов), Чемпионат Европы 1964 и 1965 (позже возрождённый как отдельный турнир). Первый официальный чемпионат мира состоялся в Уфе.

## Формат и победители турнира

### Старая формула
В 1966—1993 чемпионат состоял из отборочных турниров и финала.
В 1969, 1970, 1972, 1974 Финал чемпионата проводился в 1 день, в 1971, 1973, 1975—1993 — в два дня
В первом чемпионате (1966) в финале использовалась система зачётных очков (за 1-е место 8 очков, за 2-е — 6, за 3-е — 4, за 4-е — 3, за 5-е — 2 и за 6-е — 1 очко, остальные места не квалифицировались), с 1967 по 1993 учитывались только непосредственно набранные в заездах очки.

### Победители 1966—1993
| Год  | Место финала         | Победитель          | Второе место        | Третье место       |
| 1966 | Уфа Москва           | Габдрахман Кадыров  | Виктор Кузнецов     | Антонин Шваб       |
| 1967 | Уфа Москва Ленинград | Борис Самородов     | Вячеслав Дубинин    | Владимир Цыбров    |
| 1968 | Салават Уфа          | Габдрахман Кадыров  | Владимир Цыбров     | Борис Самородов    |
| 1969 | Инцель               | Габдрахман Кадыров  | Юрий Ломбоцкий      | Владимир Цыбров    |
| 1970 | Несшё                | Антонин Шваб        | Габдрахман Кадыров  | Курт Вестлунд      |
| 1971 | Инцель               | Габдрахман Кадыров  | Владимир Чекушев    | Милан Шпинька      |
| 1972 | Несшё                | Габдрахман Кадыров  | Антонин Шваб        | Владимир Пазников  |
| 1973 | Инцель               | Габдрахман Кадыров  | Борис Самородов     | Владимир Пазников  |
| 1974 | Несшё                | Милан Шпинька       | Владимир Цыбров     | Габдрахман Кадыров |
| 1975 | Москва               | Сергей Тарабанько   | Владимир Цыбров     | Сергей Казаков     |
| 1976 | Ассен                | Сергей Тарабанько   | Милан Шпинька       | Конни Самуэльссон  |
| 1977 | Инцель               | Сергей Тарабанько   | Конни Самуэльссон   | Зденек Кудрна      |
| 1978 | Ассен                | Сергей Тарабанько   | Анатолий Бондаренко | Анатолий Гладышев  |
| 1979 | Инцель               | Анатолий Бондаренко | Владимир Любич      | Зденек Кудрна      |
| 1980 | Калинин              | Анатолий Бондаренко | Сергей Тарабанько   | Владимир Сухов     |
| 1981 | Ассен                | Владимир Любич      | Владимир Сухов      | Анатолий Гладышев  |
| 1982 | Инцель               | Сергей Казаков      | Пер-Олаф Серениус   | Владимир Субботин  |
| 1983 | Эйндховен            | Сергей Казаков      | Анатолий Бондаренко | Эрик Стенлунд      |
| 1984 | Москва               | Эрик Стенлунд       | Владимир Сухов      | Юрий Иванов        |
| 1985 | Ассен                | Владимир Сухов      | Ярмо Хирвасоя       | Юрий Иванов        |
| 1986 | Стокгольм            | Юрий Иванов         | Владимир Сухов      | Эрик Стенлунд      |
| 1987 | Западный Берлин      | Юрий Иванов         | Владимир Сухов      | Виталий Русских    |
| 1988 | Эйндховен            | Эрик Стенлунд       | Юрий Иванов         | Сергей Иванов      |
| 1989 | Алма-Ата             | Николай Нищенко     | Юрий Иванов         | Владимир Сухов     |
| 1990 | Гётеборг             | Ярмо Хирвасоя       | Николай Нищенко     | Сергей Иванов      |
| 1991 | Ассен                | Сергей Иванов       | Пер-Олаф Серениус   | Михаэль Ланг       |
| 1992 | Франкфурт-на-Майне   | Юрий Иванов         | Антонин Клатовски   | Стефан Свенссон    |
| 1993 | Саранск              | Владимир Фадеев     | Александр Балашов   | Михаэль Ланг       |

### Система Гран-При

#### 1994—1996, 1998—1999, 2001—2011
В 1994 была введена система Гран-при: сохраняется система квалификационных раундов, но меняется финальная часть: определённое количество городов принимают у себя по 1 финалу, каждый финал проводится в 2 дня. В зависимости от занятого в каждый из дней места гонщик получает определённое количество зачётных очков. В конце сезона зачётные очки суммируются, и определяется победитель.
Методика определения зачётных очков: после проведения заездов основной сетки гонщики, занявшие предварительно места с 1 по 4, участвуют в финале A и окончательно распределяют 1-4 места и соответствующие зачётные очки, гонщики 5-8 мест участвуют в финале B, следующие четверо — в финале C, последние 4 — в финале D.

#### 1997, 2000
В 1997 и 2000 годах чемпионат проводился по традиционной формуле — финал в 1 городе, в 2 дня.

#### С 2012
C 2012 года сохраняется система Гран-При, но учитываются не зачётные, а исключительно заездные очки. Отменяются финалы A, B, C, D, вместо них вводится аналогичная гаревому Гран-При система 2 полуфиналов для лучшей восьмёрки гонщиков и финала. Отличие заключается в том, что набранные в финале очки не удваиваются.

### Победители с 1994
| Год  | Финалы                                            | Победитель           | Второе место      | Третье место      |
| 1994 | Саранск Инцель Алматы Ассен Хамар                 | Александр Балашов    | Пер-Олаф Серениус | Вячеслав Никулин  |
| 1995 | Красногорск Берлин Варшава Ассен Хамар            | Пер-Олаф Серениус    | Александр Балашов | Вячеслав Никулин  |
| 1996 | Красноярск Франкфурт-на-Майне Варшава Ассен Хамар | Александр Балашов    | Юрий Поликарпов   | Вячеслав Никулин  |
| 1997 | Ассен                                             | Кирилл Дрогалин      | Александр Балашов | Яри Альбом        |
| 1998 | Саранск Красногорск Берлин Инцель Ассен           | Александр Балашов    | Кирилл Дрогалин   | Вячеслав Никулин  |
| 1999 | Ассен Саранск Красногорск Инцель Ассен Карлстад   | Владимир Фадеев      | Александр Балашов | Вячеслав Никулин  |
| 2000 | Ассен                                             | Кирилл Дрогалин      | Франц Цорн        | Владимир Фадеев   |
| 2001 | Красногорск Саранск Ассен Берлин                  | Кирилл Дрогалин      | Владимир Фадеев   | Вячеслав Никулин  |
| 2002 | Екатеринбург Саранск Ассен Инцель                 | Пер-Олаф Серениус    | Вячеслав Никулин  | Юрий Поликарпов   |
| 2003 | Саранск Ассен Берлин                              | Виталий Хомицевич    | Гюнтер Бауэр      | Владимир Лумпов   |
| 2004 | Красногорск Уфа Ассен Берлин                      | Дмитрий Буланкин     | Виталий Хомицевич | Николай Красников |
| 2005 | Саранск Ассен Берлин                              | Николай Красников    | Виталий Хомицевич | Иван Иванов       |
| 2006 | Саранск Ассен                                     | Николай Красников    | Юнир Базеев       | Михаил Богданов   |
| 2007 | Уфа Ассен Берлин                                  | Николай Красников    | Виталий Хомицевич | Иван Иванов       |
| 2008 | Саранск Ассен Берлин                              | Николай Красников    | Дмитрий Хомицевич | Франц Цорн        |
| 2009 | Красногорск Уфа Берлин Ассен                      | Николай Красников    | Даниил Иванов     | Франц Цорн        |
| 2010 | Тольятти Саранск Инсбрук (1 день) Ассен Берлин    | Николай Красников    | Даниил Иванов     | Дмитрий Хомицевич |
| 2011 | Красногорск Тольятти Ассен Инцель                 | Николай Красников    | Игорь Кононов     | Даниил Иванов     |
| 2012 | Красногорск Уфа Ассен Уппсала                     | Николай Красников    | Даниил Иванов     | Дмитрий Хомицевич |
| 2013 | Красногорск Тольятти Ассен Инцелль Уппсала        | Даниил Иванов        | Дмитрий Колтаков  | Дмитрий Хомицевич |
| 2014 | Красногорск Благовещенск Ассен Инцелль            | Даниил Иванов        | Дмитрий Колтаков  | Дмитрий Хомицевич |
| 2015 | Красногорск Тольятти Алма-Ата Ассен Инцелль       | Дмитрий Колтаков     | Даниил Иванов     | Дмитрий Хомицевич |
| 2016 | Красногорск Алма-Ата Берлин Ассен Инцелль         | Дмитрий Хомицевич    | Дмитрий Колтаков  | Даниил Иванов     |
| 2017 | Тольятти Шадринск Алма-Ата Берлин Херенвен        | Дмитрий Колтаков     | Игорь Кононов     | Дмитрий Хомицевич |
| 2018 | Алма-Ата Тольятти Берлин Инцелль Херенвен         | Дмитрий Колтаков     | Даниил Иванов     | Дмитрий Хомицевич |
| 2019 | Алма-Ата Шадринск Берлин Инцелль Херенвен         | Даниил Иванов        | Дмитрий Колтаков  | Динар Валеев      |
| 2020 | Алма-Ата Тольятти Шадринск                        | Даниил Иванов        | Дмитрий Хомицевич | Динар Валеев      |
| 2021 | Тольятти                                          | Динар Валеев         | Игорь Кононов     | Дмитрий Хомицевич |
| 2022 | Тольятти Херенвен                                 | Мартин Хаарахилтунен | Йоханн Вебер      | Никита Богданов   |

В 2021 и 2022 годах российские спортсмены соревновались как нейтральные участники, используя обозначение МФР (Мотоциклетная федерация России), поскольку Всемирное антидопинговое агентство ввело двухлетний запрет на участие России в чемпионатах мира.

## Медальный зачёт
| Позиция | Страна               | Gold | Silver | Bronze | Всего |
| ------- | -------------------- | ---- | ------ | ------ | ----- |
| 1.      | СССР / СНГ / Россия  | 48   | 44     | 40     | 132   |
| 2.      | Швеция               | 5    | 4      | 5      | 14    |
| 3.      | Чехословакия / Чехия | 2    | 3      | 4      | 9     |
| 4.      | Финляндия            | 1    | 1      | 1      | 3     |
| 5.      | Германия             |      | 3      | 4      | 7     |
| 6.      | Австрия              |      | 1      | 2      | 3     |

## Статистика
- Лидером по количеству золотых медалей является Николай Красников — обладатель восьми чемпионских титулов.
- Лидеры по общему количеству медалей (11) — Даниил Иванов (4+5+2) и Дмитрий Хомицевич (1+2+8).